# Roah
Roah (2003) è il secondo album di Dvar.
Anche in questo lavoro, come in quasi tutti gli altri, non vi è inserita alcuna nota sul booklet, ma compare solamente la scritta: "music & text inspired by DVAR" "2001".

## Il disco
In questo lavoro restano ancora presenti le tipiche atmosfere oscure del suono Dvar ma subentra anche un aspetto più rilassato, a volte malinconico e altre più ironico e giocoso.
La voce incomincia a giocare con suoni grotteschi e bizzarri.
Vengono introdotte melodie ariose, sonorità orientaleggianti e sperimentazioni creativite.
Per la prima volta in copertina compare il disegno di un'ape che, in varie forme comparirà in tutti i lavori successivi, divenendo una sorta di simbolo di Dvar.

## Tracce
1. Ha t'annah (3:49)
2. Siferah (4:02)
3. Ai-lu (4:04)
4. Iillah (1:00)
5. Merra tah (2:40)
6. Kiam kiam (2:24)
7. Iina tamiira (v. 2) (5:10)
8. Raah dhar (3:57)
9. Hora (2:03)
10. Keruah (3:17)
11. Haya haya (3:15)
12. Ihirrah (4:05)
13. Mathaar d'ham (3:15)